# オオバアサガオ
オオバアサガオ（大葉朝顔、学名:Argyreia nervosa）、異名でギンヨウアサガオ（銀葉朝顔）は、蔓が登る多年生植物で、インド亜大陸原産だが、ハワイ、アフリカ、カリブ地方多くの地域に持ち込まれている。侵襲的だが、美的価値からよく珍重される。一般名には、ハワイアン・ベイビーウッドローズ、エレファント・クリーパー、ウーリー・モーニンググローリーといった呼称もある。
2つの変種があり、Argyreia nervosa var. nervosaは本記事にて主に説明し、Argyreia nervosa var. speciosaはアーユルヴェーダの薬に用いられ、向精神作用はないかごくわずかである。アーユルヴェーダの医学書『チャラカ・サンヒター』では、サンスクリット語でアドーグダーと呼ばれる。
オオバアサガオの種は、リゼルグ酸アミド（エルジン）のような様々なエルゴリンアルカロイドを含む。研究によれば、リゼルグ酸アミドの立体異性体は、種の中に、乾燥重量の0.325%の濃度で含まれている。

## 歴史
アーユルヴェーダの医学書『チャラカ・サンヒター』では、サンスクリット語でアドーグダー(अधोगुडा : adhoguda)と呼ばれる。根が有用な16種の薬用植物の1つに挙げられている。またアーユルヴェーダではvidharaと呼ばれる。
オオバアサガオには幻覚性があるが、これは20世紀半ばまで認識されていなかった。リベア・コリボサ（オロリウキ）やソライロアサガオ（ツリッリリチン）のような、ヒルガオ科のいくつかの親類は、何世紀にもわたりラテンアメリカでシャーマニズム的な儀式にて利用されてきた。
オオバアサガオには、この目的における伝統的な利用の記録はない。1965年までに、オオバアサガオはその類縁の植物の中でも種子に含まれるリゼルグ酸アミドが3倍と最高の濃度であることがわかった。1992年には、アメリカ大陸に原生する雑草のAchnatherum robustum（スリーピー・グラス）が最も含有量が高いとされている。

## 化学成分

Argyroside, (24R)-ergost-5-en-11-oxo-3β-ol-α-D-glucopyranoside

オオバアサガオの種子は、多くの化合物を含んでいる。
配糖体のArgyrosideは、オオバアサガオに特有のステロイド配糖体である。
| 比率の判明しているエルゴリンアルカロイド | 比率の判明しているエルゴリンアルカロイド |
| 化合物名                                 | 乾燥重量に対する比率                     |
| ---------------------------------------- | ---------------------------------------- |
| イソエルジン                             | 0.188%                                   |
| リゼルグ酸アミド                         | 0.136%                                   |
| エルゴメトリン                           | 0.049%                                   |
| リセルグ酸ヒドロキシエチルアミド         | 0.035%                                   |
| イソリセルグ酸ヒドロキシエチルアミド     | 0.024%                                   |
| エリモクラビン                           | 0.022%                                   |
| エルゴメトリニン                         | 0.011%                                   |
| カノクラビン                             | 0.016%                                   |

比率の不明なエルゴリンアルカロイドには、アグロクラビン、カノクラビン II、フェスツクラビン、リセルゲン、リゼルゴール、イソリゼルゴール、セトクラビン、イソセトクラビンがある。

## 法規制

### 種子

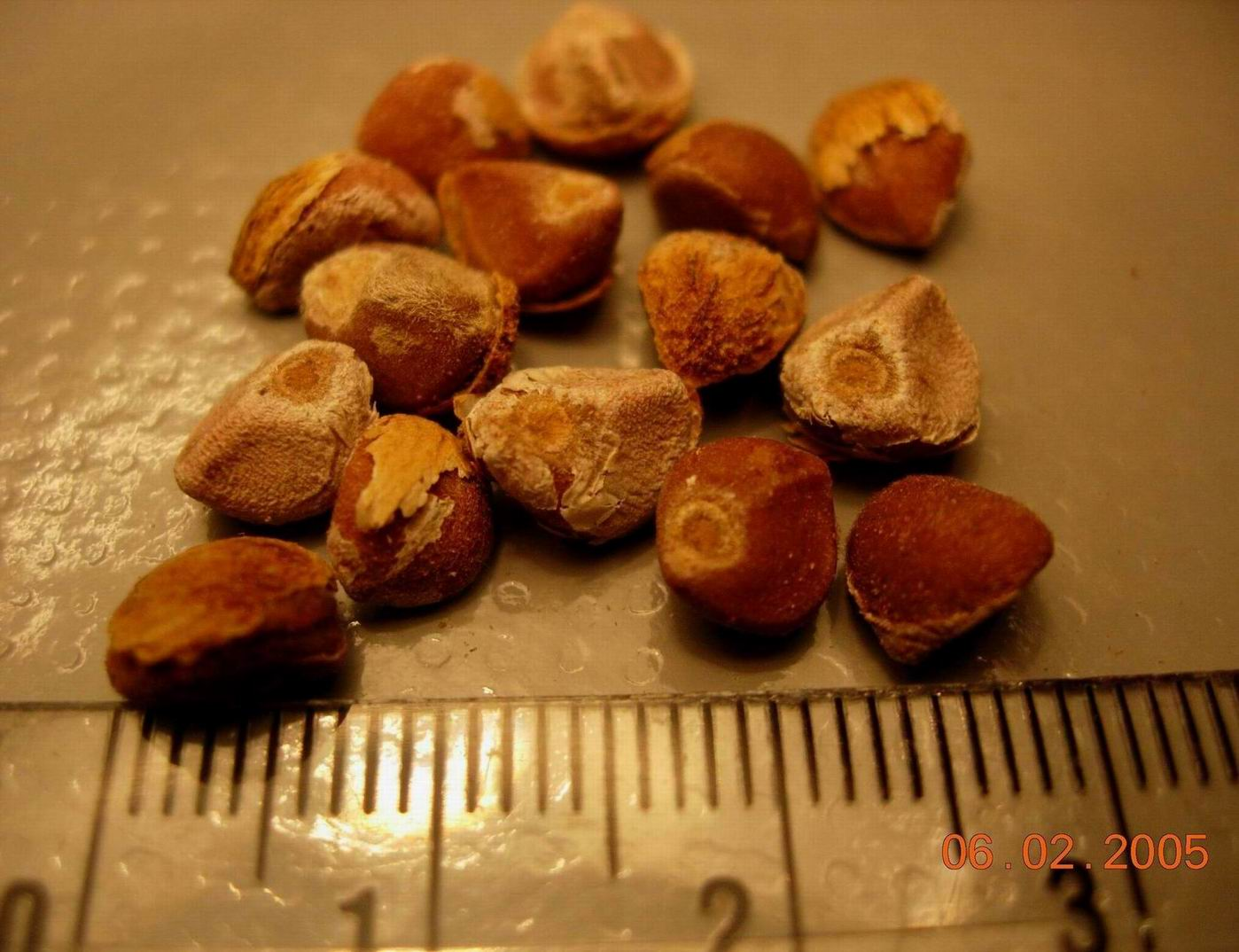
オオバアサガオの種子。メートル法の定規と共に。

多くの国で、その種子の販売、発芽は合法である。国によっては摂取する目的で種子を買うことは違法である可能性があり、いくつかの国では種子は違法である。

## 動物実験

### 葉
潰瘍モデルマウスの動物実験では、Arygeria nervosa var. speciosaの葉の抽出物は大量投与（体重kgあたり50、100、および200 mg）では、用量依存的に抗潰瘍作用があり、潰瘍が治癒した。

### 根
オオバアサガオの根の抽出物をオスのマウスに投与した場合、マウンティングと交尾の活動が増加し、媚薬作用を示した。

### 花
オスのマウスに投与した場合、オオバアサガオの花の抽出物は、根の抽出物と同程度の媚薬作用を示した。